# 祖布佐夫

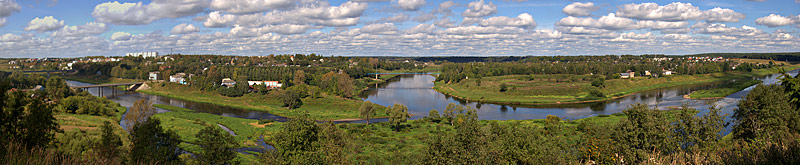
祖布佐夫全景

祖布佐夫是俄罗斯特维尔州的一个镇，位于伏尔加河和瓦祖扎河的交汇处，距离州首府特维尔约150公里，人口7,430人（2002年）。
祖布佐夫第一次被提及是在1216年。中世纪时期，祖布佐夫是特维尔公国的一处边境要塞。1485年，祖布佐夫连同整个特维尔公国被莫斯科大公国吞并。
祖布佐夫是重要的亚麻交易市场。